# 小阿賀野川
小阿賀野川（こあがのがわ）は、新潟県新潟市の越後平野を流れる河川である。

## 概要
信濃川と阿賀野川の間を流れる全長11kmの河川である。新潟市秋葉区にある阿賀野川との分流点には小阿賀樋門が設けられており、阿賀野川よりも水位が低い小阿賀野川の水位調整を行っている。また樋門に隣接して閘室1基を有する満願寺閘門が設けられており、舟運を維持している。なお、これらの河川施設は阿賀野川河川事務所の管轄下となっている。

## 歴史
1750年代に新発田藩が阿賀野川と信濃川を結ぶ要路として、支川を拡幅改修してつくられたといわれている。津川船道(つがわふなどう)と呼ばれる津川を拠点とする水運業者が、阿賀野川と信濃川沿線の町々を結ぶ際に用いていた。
初代の満願寺閘門は1928年に、小阿賀樋門は1931年に阿賀野川第一期改修工事の一環としてそれぞれ完成した。
2008年度からは右岸堤防がサイクリングロードとして整備され、2011年10月に全線の整備が完了した。